# Юбилейное сельское поселение (Кировская область)
Юбилейное сельское поселение — муниципальное образование в составе Котельничского района Кировской области России.
Административный центр — посёлок Юбилейный.

## История
Юбилейное сельское поселение образовано 1 января 2006 года согласно Закону Кировской области от 07.12.2004 № 284-ЗО. Законом Кировской области от 5 июля 2011 года № 18-ЗО в состав поселения включены населённые места бывшего Шалеевского сельского поселения.

## Население
| 2010  | 2012  | 2013  | 2014  | 2015  | 2016  | 2017  |
| ----- | ----- | ----- | ----- | ----- | ----- | ----- |
| 1138  | ↗1306 | ↘1262 | ↘1230 | ↘1194 | ↘1171 | ↘1101 |
| 2018  | 2019  | 2020  | 2021  |       |       |       |
| ↘1073 | ↘1068 | ↘1044 | ↘1006 |       |       |       |

## Населенные пункты
На территории поселения находится 13 населённых пунктов (население, 2010):
| - посёлок Юбилейный — 1101 чел.; - деревня Галашевы — 1 чел.; - деревня Красногорская — 0 чел.; - деревня Михалицыны — 19 чел.; - деревня Хмелевая — 17 чел.; - деревня Шалеевщина — 221 чел.; - деревня Зыковы — 15 чел.; | - деревня Крюковы — 8 чел.; - деревня Патруши — 2 чел.; - деревня Плотниковы — 0 чел.; - деревня Прохоренки — 3 чел.; - деревня Тюрики — 0 чел.; - деревня Щеглята — 0 чел. |